# Christian Goldbach
Christian Goldbach (Königsberg, 18 maart 1690 – Moskou, 20 november 1764) was een Duits-Pruisisch wiskundige.

## Leven
Hij werd in 1690 als zoon van een dominee geboren in Königsberg, de hoofdstad van het niet meer bestaande Oost-Pruisen. Goldbach studeerde rechten en wiskunde aan de Universiteit van Königsberg. Vanaf 1725 werkte Goldbach aan de net geopende Sint Petersburgse Academie van Wetenschappen. Drie jaar later, in 1728, gaf hij enige tijd les aan de latere tsaar, Peter II van Rusland en vanaf 1742 werkte hij voor het Russische Ministerie van Buitenlandse Zaken.

## Werken

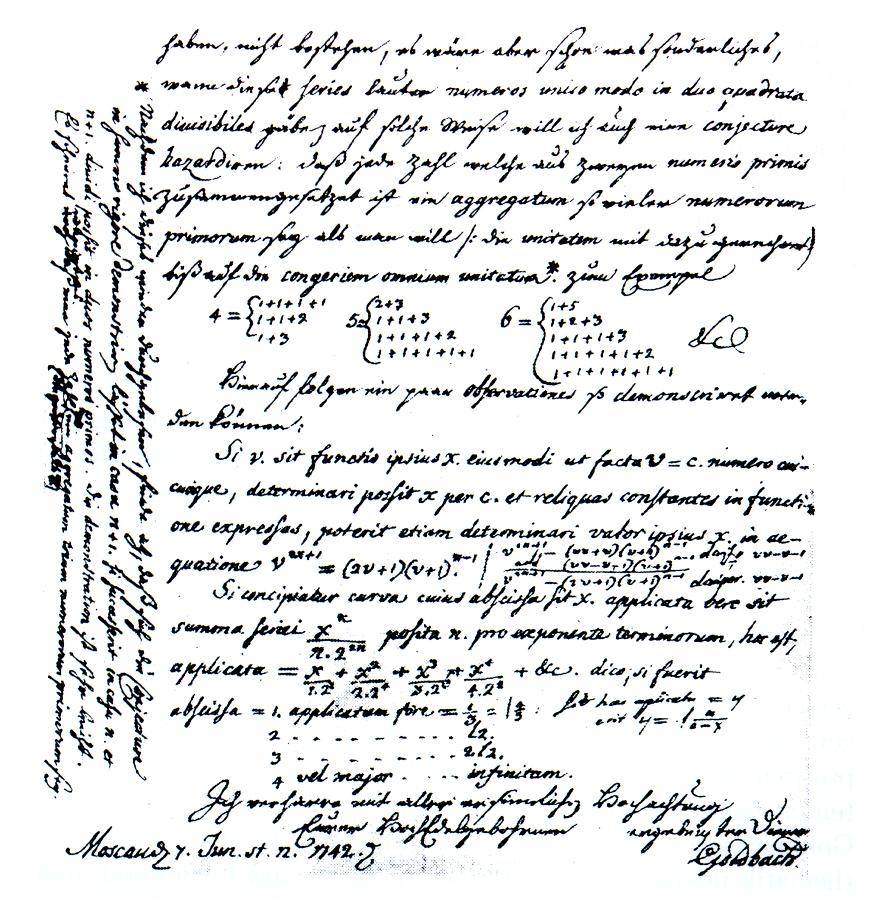
Brief uit 1742 aan Euler waarin Goldbach zijn vermoeden voor het eerst beschrijft

Hij reisde door geheel Europa wat hem in de gelegenheid stelde om een aantal beroemde wiskundigen, zoals Leibniz, Leonhard Euler, Nicolaas Bernoulli I, Daniel Bernoulli en Abraham de Moivre persoonlijk te ontmoetten. Hij staat vooral bekend om zijn correspondentie met deze wiskundigen, vooral voor de brief die hij in 1742 aan Euler schreef waarin hij het naar hem genoemde vermoeden van Goldbach (elk even getal groter dan twee kan als de som van twee priemgetallen worden geschreven) voor het eerst formuleerde. Daarnaast bestudeerde hij en bewees hij enige stellingen over perfecte machten, zoals de stelling van Goldbach-Euler, en leverde verder nog bijdragen aan de analyse.